# نموذج التحليل بالتراجع وبالمتوسط المتحرك
نموذج التحليل بالتراجع وبالمتوسط المتحرك (بالإنجليزية: AutoRegressive Moving Average model)‏، اختصارا ARMA، أو نموذج بوكس جينكنز، هو طريقة للتحليل الإحصائي، تستعمل في نمذجة ووصف واستشراف المتسلسلات الزمنية. تتمثل نمذجة آرما، في كتابة العملية التصادفية المستقرة للمتسلسلة المدروسة على شكل مجموع متعددتي حدود: نموذج ذاتي الانحدار (AR) ونموذج المتوسط المتحرك (MA). النموذج العام للطريقة، تم تقعيده نظريا، في 1951، في أطروحة الإحصائي النيوزلندي بيتر ويتل اختبار الفرضيات في تحليل المتسلسلات الزمنية، قبل أن تعمم في 1971، في كتاب للإحصائيين جورج بوكس وغويليم جينكنز.
يشار لنموذج آرما ب {\displaystyle ARMA(p,q)}، بحيث p درجة الجزء الذاتي الانحدار وq درجة جزء المتوسط المتحرك.

## النموذج الذاتي الانحدار
إشارة {\displaystyle AR(p)} ترمز إلى نموذج ذاتي الانحدار من الدرجة p ويكتب على الشكل التالي:
{\displaystyle X_{t}=c+\sum _{i=1}^{p}\varphi _{i}X_{t-i}+\varepsilon _{t}.\,}
بحيث:
- {\displaystyle \varphi _{1},\ldots ,\varphi _{p}} هي وسائط
- {\displaystyle c} ثابت
- المتغير العشوائي {\displaystyle \varepsilon _{t}} هو ضجيج أبيض.

هناك إكراهات إضافية تطبق على الوسائط، لضمان استقرار العملية التصادفية، فعلى سبيل المثال، في حالة النموذج {\displaystyle AR(1)}، إذا كانت |φ1| أكبر من 1، فالعملية لا تكون مستقرة.
في النموذج الذاتي الانحدار، يتم اعتبار المتغير {\displaystyle X_{t}} كدالة لقيمه السابقة.

## نموذج المتوسطات المتحركة
إشارة {\displaystyle MA(q)} ترمز إلى نموذج المتوسطات المتحركة من الدرجة q و يكتب على الشكل التالي:
{\displaystyle X_{t}=\mu +\varepsilon _{t}+\sum _{i=1}^{q}\theta _{i}\varepsilon _{t-i}\,}
بحيث:
- θ1, ..., θq وسائط، ثابتة، للنموذج
- μ القيمة المتوقعة للمتغير {\displaystyle X_{t}}، و التي غالبا ما تعتبر، اعتباطيا، منعدمة.
- {\displaystyle \varepsilon _{t}}, {\displaystyle \varepsilon _{t-1}},... متغيرات ضجيج أبيض، مستقلة عن العملية {\displaystyle X_{t}}.

نموذج المتوسط المتحرك يمكن اعتباره مرشحا رقميا ذا استجابة نبضية، أو كدالة لقيم الأخطاء العشوائية السابقة.

## نموذج ARMA
إشارة {\displaystyle ARMA(p,q)} ترمز إلى نموذج ب p حدا ذاتي الانحدار وq حدا للمتوسطات المتحركة، ويكتب:
{\displaystyle X_{t}=c+\varepsilon _{t}+\sum _{i=1}^{p}\varphi _{i}X_{t-i}+\sum _{i=1}^{q}\theta _{i}\varepsilon _{t-i}.\,}
النموذج العام لطريقة آرما، الذي نظر له بيتر ويتل في 1951، اعتمد على تقنيات التحليل الرياضي (متسلسلة لورنت وتحليل فورييه) والاستدلال الإحصائي. إضافة جورج بوكس وغويليم جينكنز، لسنة 1971، تمثلت في استنباطهما لمنهج تكراري (منهج بوكس جينكنز) لحساب واستنتاج وسائط ودرجتي النموذج. أثبت منهجهما نجاعة في تحليل متعددات الحدود من الدرجات الدنيا، أي لقيم p وq، أقل من 3.

## فرضيات حول متغيرات الخطأ
يفترض نموذج آرما بأن المتغيرات {\displaystyle \varepsilon _{t}} هي مستقلة ومتشابهة التوزيع، أي بأنها مستقلة فيما بينها وتتبع نفس التوزيع، الذي يفترضه النموذج طبيعيا:
 أي بمتوسط منعدم وبتباين يساوي σ2
رغم أن هذه الفرضيات (خصوصا استقلال وتشابه توزيع متغيرات الخطأ) حاسمة في تحديد النموذج، إلا أن بعض التطبيقات الحسابية، لا تعتبر تمحيصها حاسما في استعمال نموذج آرما.

## كتابة النموذج باستعمال عامل التأخر
في الأدبيات الإحصائية المرتبطة بالمتسلسلات الزمنية، عادة ما يستخدم عامل التأخر L (وأحيانا B)، وذلك لتبسيط القراءة، عبر وضع القارئ في اللحظة t المدروسة. الإضافة الأخرى لطريقة الكتابة هاته، هي محاكاتها لطريقة ترميز متعددات الحدود، وتمكن من الاستفادة من تقنيات التحليل الرياضي المرتبطة بها.
تعريف عامل التأخر — {\displaystyle \,LX_{t}=X_{t-1}} لكل {\displaystyle \;t>1\,}
حسب هذا الترميز، فإن النموذج {\displaystyle AR(p)} يكتب:
{\displaystyle \varepsilon _{t}=\left(1-\sum _{i=1}^{p}\varphi _{i}L^{i}\right)X_{t}=\varphi (L)X_{t}\,} بحيث {\displaystyle \varphi } تمثل متعددة الحدود :{\displaystyle \varphi (L)=1-\sum _{i=1}^{p}\varphi _{i}L^{i}.\,}
والنموذج {\displaystyle MA(q)} يصبح:
{\displaystyle X_{t}=\left(1+\sum _{i=1}^{q}\theta _{i}L^{i}\right)\varepsilon _{t}=\theta (L)\varepsilon _{t},\,} بحيث θ تمثل متعددة الحدود :{\displaystyle \theta (L)=1+\sum _{i=1}^{q}\theta _{i}L^{i}.\,}
أما النموذج {\displaystyle ARMA(p,q)} فيكتب:
{\displaystyle \left(1-\sum _{i=1}^{p}\varphi _{i}L^{i}\right)X_{t}=\left(1+\sum _{i=1}^{q}\theta _{i}L^{i}\right)\varepsilon _{t}\,,}
أو
{\displaystyle \varphi (L)X_{t}=\theta (L)\varepsilon _{t}\,}
أو
{\displaystyle {\frac {\varphi (L)}{\theta (L)}}X_{t}=\varepsilon _{t}\,.}
بعض الإحصائيين، بما فيهم بوكس وجينكنز، يفضلون ترميز معاملات الجزء الذاتي الانحدار بنفس مظهر جزء المتوسطات المتحركة، وتصبح كتابة النموذج، وفق ذلك كما يلي:
{\displaystyle \left(1+\sum _{i=1}^{p}\phi _{i}L^{i}\right)X_{t}=\left(1+\sum _{i=1}^{q}\theta _{i}L^{i}\right)\varepsilon _{t}\,.}

## تركيب النموذج
بعد تحديد الدرجتين p و q، يمكن تحديد وسائط النموذج باستعمال طريقة المربعات الدنيا: بالبحث عن قيم المعاملات والوسائط التي تنقص ما أمكن من قيمة مجموع مربعات البقايا.
يوصى عادة، باختيار أصغر القيم الممكنة ل p وq، وذلك تبعا لمبدأ التقتير في الاستدلال الإحصائي. عمليا، يمكن استنتاج قيم درجتي نموذج آرما عبر رسم دالة الارتباط الذاتي الجزئي (بالإنجليزية: Partial autocorrelation function)‏ لاستنتاج p ودالة الارتباط الذاتي (بالإنجليزية: َAutocorrelation function)‏ لاستنتاج الدرجة q. بعد تثبيت اختيار درجتي النموذج، تمكن الدالتان المشار إليهما من استنتاج معلومات إضافية حول البقايا والأخطاء الإحصائية للنموذج.
من الطرق المستعملة لتقرير اختيار درجتي النموذج، ينصح بروكويل وديفيس، بحساب معيار أكايكي للمعلومة، لمجموعة من أزواج (p,q)، واختيار الزوج الذي يحقق أضعف قيمة للمعيار. معيار أكايكي مستلهم من نفس مبدأ التقتير، ويرجح كفة النماذج ذوات الدرجات الدنيا، التي تحافظ على قيمة مثلى لدالة الإمكان.
تعريف معيار أكايكي للمعلومة —  {\displaystyle {\mathit {AIC}}=2k-2\ln(L)} بحيث k هو مجموع وسائط النموذج و L قيمة دالة الإمكان الموافقة للنموذج

## تطبيقات للنموذج
بنية نموذج آرما مناسبة لدراسة المتسلسلات الزمنية التي لا تتطور فقط حسب اتجاهها العام (والذي يفسره الجزء AR من النموذج)، ولكن تحت تأثير صدمات خارجية صعبة الإدراك (الجزء MA من النموذج). مثلا، متسلسلات الأسواق المالية، تتأثر باتجاهها العام وأيضا بارتدادات متوسطها، الناتج عن تدخلات الفاعلين في الأسواق، إضافة إلى تأثير ظهور معلومات خارجية (ماكرواقتصادية مثلا) توجه السوق وتشكل صدمة إضافية للمتسلسلة.

## امتدادات
آرما نموذج عام، يمكنه أن يتخذ أشكالا بديلة، وفق تغيير هذه الفرضية أو تلك. في ما يلي لائحة بامتدادات النموذج الأكثر شيوعا:
- NARMA: يفترض نموذج آرما وجود ارتباط خطي بين {\displaystyle X_{t}} من جهة والقيم السابقة له {\displaystyle L^{k}X_{t}} و{\displaystyle \varepsilon _{t}} من جهة أخرى. في حالة افتراض وجود ارتباط غير خطي، يسمى النموذج نارما: النموذج الغير خطي للانحدار الذاتي والمتوسط المتحرك (بالإنجليزية: nonlinear autoregressive–moving-average)‏.
- ARCH: عندما تكون فرضية تساوي تباين الأخطاء الإحصائية {\displaystyle \varepsilon _{t}} مستبعدة، النموذج المناسب هو الذي يراعي اختلاف التباين بين الأخطاء الإحصائية، ويسمى نموذج الانحدار الذاتي باختلاف التباين الشرطي (بالإنجليزية: AutoRegressive Conditional Heteroskedasticity)‏. تستعمل زمرة نماذج آرش بكثرة في دراسة المتسلسلات الزمنية للأسواق المالية، التي تتميز بفترات تذبذب حاد، متبوعة بفترات هدوء نسبي.
- ARIMA:من أهم الفرضيات الضرورية لتطبيق نماذج آرما في صيغتها الأساسية، استقرار العملية التصادفية. هذا الامتداد يمكن من تجاوز هذا الإكراه عبر تطبيق تكامل، من درجة معينة، على المتسلسلة حتى تصبح مستقرة، لتكون قابلة لاستيعاب نموذج آرما. يسمى بنموذج الانحدار الذاتي المتكامل والمتوسط المتحرك (بالإنجليزية: Autoregressive Integrated Moving Average)‏
- ARFIMA: إذا كانت درجة التكامل المطبقة في ARIMA عددا كسريا، يتحول إلى نموذج الانحدار الذاتي المتكامل كسريا والمتوسط المتحرك (بالإنجليزية: Autoregressive Fractionally Integrated Moving Average)‏
- SARIMA: إذا كانت المتسلسلة دورية أو فصلية، النمذجة المثلى تكون وفق نموذج الانحدار الذاتي والمتوسط المتحرك الفصلي (بالإنجليزية: seasonal ARIMA)‏.

## حزمات آرما في البرمجيات الإحصائية
| البرنامج  | موارد معرفية                                                                                          |
| --------- | --- |
| آر        | - نمذجة ARMA في آر - نمذجة ARIMA في آر - نمذجة ARFIMA في آر - كل مشاريع آر في مجال المتسلسلات الزمنية |
| ماثماتيكا | - وظائف نمذجة المتسلسلات الزمنية في ماثماتيكا                                                         |
| ماتلاب    | - نمذجة ARMA - نمذجة AR - نمذجة AR و ARMA - نمذجة ARIMA                                               |